# New Moon on Monday
Singles de Duran Duran
Union of the Snake
(1983) The Reflex
(1984)
New Moon on Monday est une chanson du groupe Duran Duran sortie en single en 1984. C'est le second extrait du 3e album studio du groupe, Seven and the Ragged Tiger, sorti en 1983.

## Historique
Après une session d'écriture près de Cannes, la plupart des chansons du 3e album sont enregistrées dans les AIR Studios de l'île de Montserrat avec le producteur Alex Sadkin, puis mixées aux 301 Studios de Sydney.

## Clip

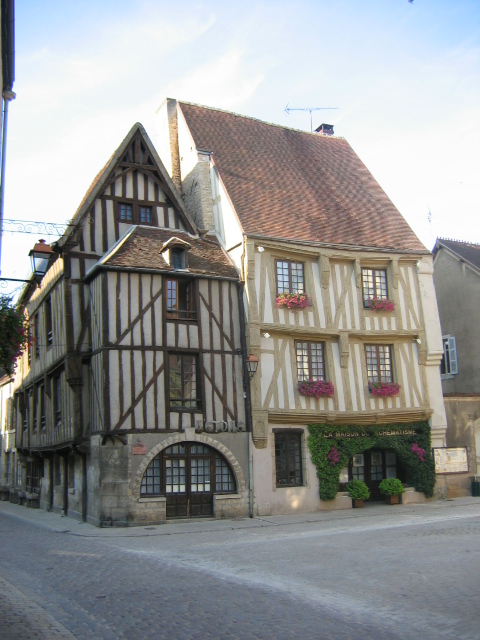
La place de l'Hôtel de ville de Noyers où a été en partie été tourné le clip.

Le clip est réalisé par le Britannique Brian Grant, car Russell Mulcahy, qui avait déjà beaucoup travaillé avec Duran Duran n'était pas disponible. Le clip est en partie tourné dans le village de Noyers, dans l'Yonne, en janvier 1984. Il met en scène les membres du groupe qui prennent part à une rébellion « underground » appelée La Luna.
Il existe plusieurs versions de la vidéo. La plus longue dure plus de 17 minutes ! Elle contient une longue introduction, dont une scène de dialogue entre Simon Le Bon et Patricia Barzyk (Miss France 1980), un bref extrait de Union of the Snake et utilise une version remix du titre. Une version plus courte, avec une introduction en français, a été envoyé à MTV, qui demandera finalement une version sans prologue.
Une autre version est produite pour la compilation vidéo Dancing on the Valentine sortie en 1984. Plusieurs versions du clip seront incluses en easter eggs sur le DVD de Greatest en 2004.
Andy Taylor et Nick Rhodes diront plus tard que c'est le clip que le groupe préfère le moins. Dans ses mémoires, Andy Taylor déclare notamment : « Tout le monde... le déteste, particulièrement la scène affreuse à la fin où nous dansons tous ensemble. Aujourd'hui encore, je recule et quitte la pièce si quelqu'un le joue ».

## Liste des titres et différents formats

### 7": EMI (Royaume-Uni)
1. New Moon on Monday – 4:16
2. Tiger Tiger (Ian Little Remix) – 3:28

1. New Moon on Monday (Dance Mix) – 6:03 (a.k.a. "Extended Version")
2. New Moon on Monday  – 4:16
3. Tiger Tiger (Ian Little Remix) – 3:28

### 7": Capitol Records (États-Unis)
1. New Moon on Monday – 4:16
2. Tiger Tiger (Ian Little Remix) – 3:28

### 12" promotionnel: Capitol Records (États-Unis)
1. New Moon on Monday – 4:16
2. New Moon on Monday – 4:16

### 12" promotionnel: Capitol Records (États-Unis - #2)
1. New Moon on Monday (Dance Mix) – 6:03
2. New Moon on Monday (Dance Mix) – 6:03

### CD dubox setSingles Box Set 1981–1985
1. New Moon on Monday  – 4:16
2. Tiger Tiger (Ian Little Remix) – 3:28
3. New Moon on Monday (Dance Mix) – 6:03 (alias "Extended Version")

## Classements
| Pays et classement             | Meilleure position |
| ------------------------------ | ------------------ |
| Royaume-Uni - UK Singles Chart | 9                  |
| États-Unis - Billboard Hot 100 | 10                 |
| Canada Canadian Singles Chart  | 4                  |
| Pays-Bas - Dutch Top 40        | 26                 |
| Nouvelle-Zélande - RIANZ       | 4                  |
| Irlande - Irish Singles Chart  | 5                  |
| Australie - ARIA Charts        | 48                 |

## Crédits
Duran Duran
- Simon Le Bon : chant principal
- Nick Rhodes : claviers, synthétiseur
- John Taylor : basse
- Roger Taylor : batterie, percussions
- Andy Taylor : guitare

Autres
- Alex Sadkin : producteur
- Ian Little : producteur
- Andy Hamilton : saxophone soprano et ténor
- Michelle Cobbs : chœurs
- B.J. Nelson : chœurs
- Raphael Dejesus : percussions
- Mark Kennedy : percussions